# Taurus/Auriga-complex

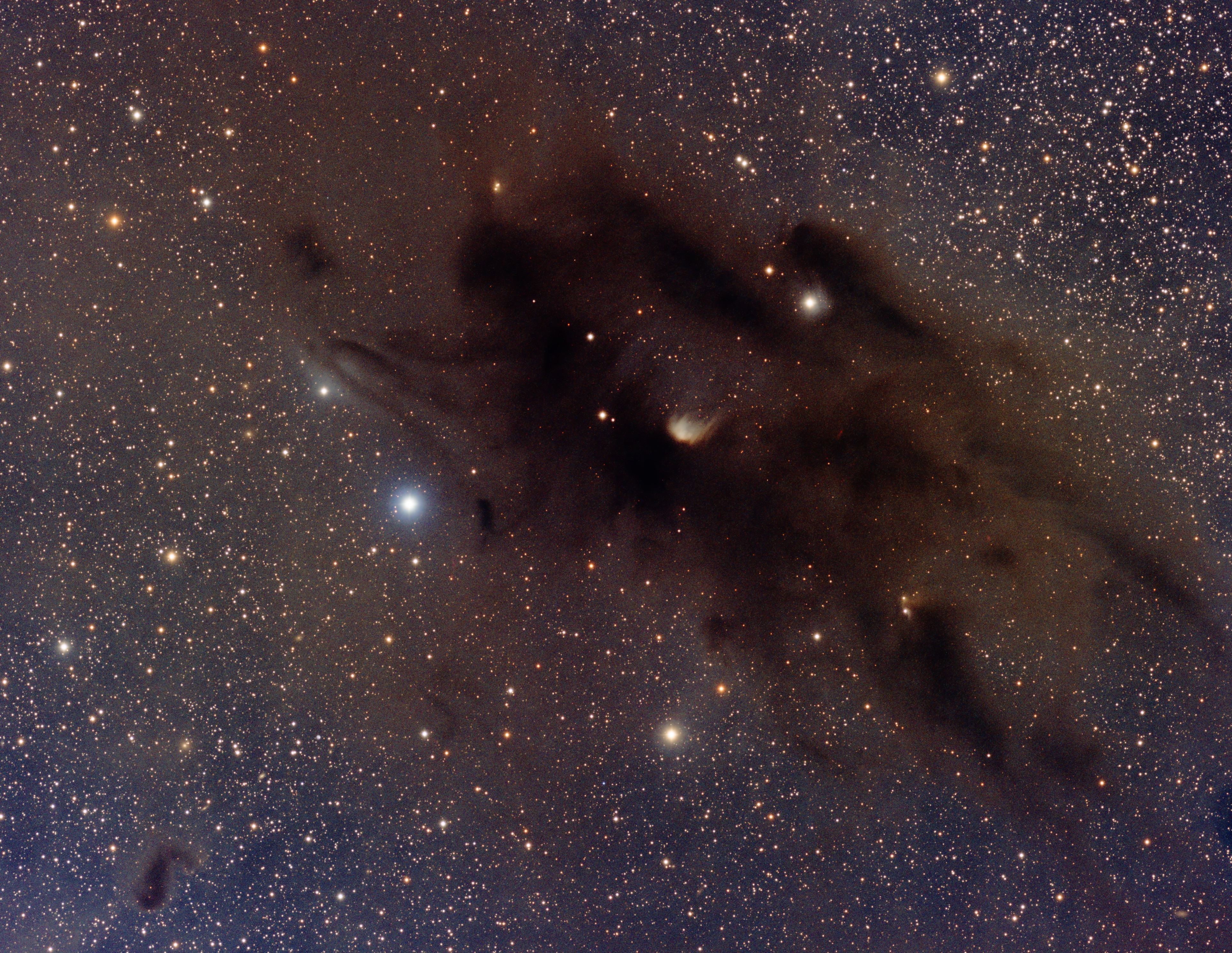
Absorptienevels in het centrum van het complex in Taurus met de reflectienevel IC 2087.

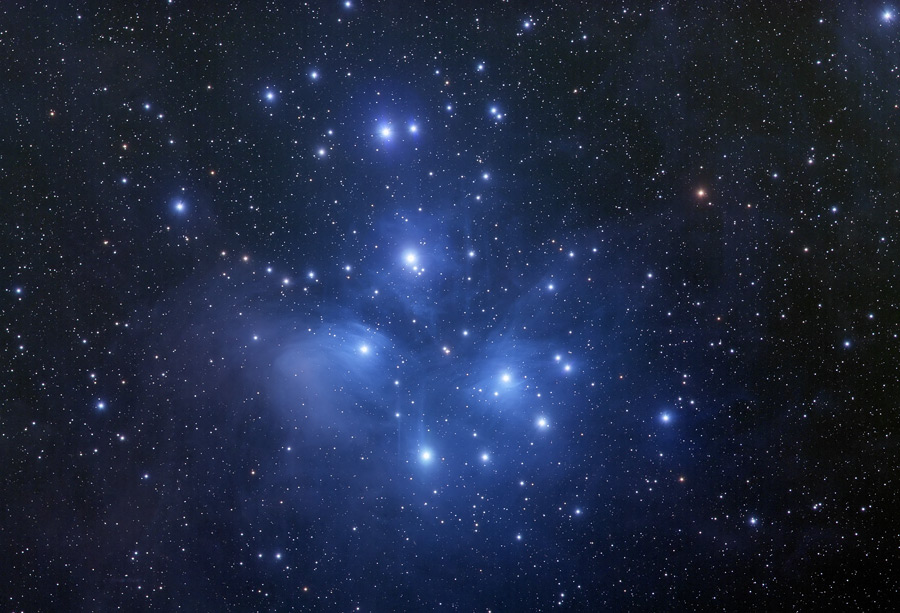
Het Zevengesternte met omringende reflectienevels

Het Taurus/Auriga-complex is een complex van moleculaire wolken  dat visueel zichtbaar is als een verzameling absorptienevels in het noordelijk deel van het sterrenbeeld Stier en het zuidwestelijk deel van het sterrenbeeld Voerman ten zuiden van het galactisch vlak. Het complex maakt deel uit van de Orionarm en bevindt zich ten noordoosten van het Zevengesternte en Aldebaran op een afstand van 460 lichtjaar.
In tegenstelling tot andere nevelcomplexen, zoals het Orioncomplex bevatten deze nevels geen jonge hete sterren (OB sterren) en dus geen geïoniseerde gebieden (H-II-gebieden). Het gebied bevat jonge stellaire objecten van lagere massa in een T-associatie, een verzameling T-Tauri veranderlijken, waaronder het prototype T Tauri.

## Ontdekking en structuur van het gebied
De eerste waarnemingen van het gebied dateren uit het jaar 1852 toen John Russell Hind een kleine nevel ontdekte ongeveer 20 boogseconden ten westen van een 10e magnitude ster
(de veranderlijke ster T Tauri) die gelegen is iets ten noorden van de Hyaden. In verloop van 15 jaren verminderde deze nevel in helderheid en omstreeks 1868 was hij onzichtbaar, ook in grote telescopen. Deze nevel staat nu bekend als NGC 1555 of Hind's variabele nevel. Otto Struve ontdekte een andere nevel (NGC 1554) iets ten westen van NGC 1555.
Toen Sherburne Wesley Burnham in 1890 probeerde deze twee nevels opnieuw waar te nemen ontdekte hij een kleine nevel dichter bij en rondom T Tauri. Deze nevel werd later Burnham's nevel' genoemd.
Na de ontdekking van T Tauri variabelen als een aparte klasse van variabele sterren door Alfred Harrison Joy in 1945 werden catalogi van T Tauri-sterren samengesteld, i.e. onregelmatige variabelen met een spectraalklasse van G, K, of M en geassocieerd met een donkere of lichtende nevel. Deze sterren vertonen in hun spectrum emissielijnen van waterstof en calcium. Uit studies van Viktor Hambartsoemian bleek dat deze sterren voorkomen in kleine groepen, die T associatie werden genoemd, in tegenstelling tot de veel grotere associaties van massieve sterren (OB associaties). Een van deze groepen bevond zich nabij T Tauri, de Taurus-Auriga T associatie, die soms opgesplitst wordt in verschillende groepen.
In 1895 begon Edward Emerson Barnard met het maken van fotografische opnamen van donkere nevels in de Melkweg die na zijn dood gepubliceerd werden in 1927. In deze tijd was het nog niet bekend of deze nevels lege gebieden waren zonder sterren of gebieden waar het licht van achterliggende sterren verduisterd werd. Dit probleem werd onder andere door Barnards werk opgelost. Barnard stelde een catalogus samen van 182 (1919) en 369 (1927) donkere wolken, later Barnard objects genoemd. Een aantal (28) hiervan bevond zich in Taurus en het zuidoostelijk deel van Auriga, zoals B 7 waar Barnard een aantal heldere condensaties ontdekte en een klein aantal ronde wolkjes met een diameter van 5-8 boogminuten. Ook vond hij een lange, onregelmatige donkere structuur met een dikte van ongeveer 10 boogminuten die B 7 met B 22 verbond, en een kortere structuur in de richting van B 18. Meer diffuse donkere wolken in het gebied zijn opgenomen in de catalogus van donkere wolken van Beverly Lynds uit 1962.
Diepe optische en ultraviolette fotografische opnamen laten duidelijk zien dat het gebied sterk verduisterd wordt door donkere wolken die zich vanuit het galactisch vlak naar het zuidwesten uitstrekken over een gebied van ongeveer 15 graden ofwel 120 lichtjaar. Het gebied bestaat uit een aantal smalle (10 boogminuten ofwel 1-2 lichtjaar) filamenten omgeven door meer diffuse gebieden. Het Zevengesternte licht een uitloper van het gebied op als reflectienevels. Wegens de leeftijd van het Zevengesternte (115 miljoen jaar) betekent dit waarschijnlijk dat deze ontmoeting toevallig is - deze sterrenhoop is niet in het complex gevormd.
De precieze omvang, structuur en samenstelling van het complex kon pas worden bepaald nadat was ontdekt dat donkere wolken ook moleculaire wolken zijn. In 1987 werd het gebied met enkele aangrenzende wolken in kaart gebracht in CO door Ungerechts en Thaddeus. Hierbij kon ook de snelheid waarmee het gas beweegt langs de gezichtslijn worden bestudeerd. Metingen met hogere resolutie in CO, 13CO, C18O en in andere moleculen lieten dezelfde filamentaire structuur zien die optische foto's vertonen. Hetzelfde is het geval met de warmtestraling van interstellair stof zoals bijvoorbeeld gemeten met de ruimtetelescoop Herschel. Uit CO en 13CO metingen werd een totale massa van het complex afgeleid van 24.000 zonnemassa's.
Binnen de filamenten vindt men vele kleinere structuren ('cores' en 'clumps') met massa's tussen 1 en 100 M☉. Sommige cores vertonen op kleine schaal aanwijzingen voor materiaal dat samentrekt op een centrale bron tijdens het proces van stervorming die vaak een accretieschijf bezitten. Andere cores bevatten protosterren die optisch onzichtbaar zijn en alleen gedetecteerd kunnen worden in het midden- en ver-infrarood. In Taurus bevindt zich de bekende bipolaire outflow nabij de protoster L1551 IRS5. De neveltjes die door Hind, Struve, en Burnham in de negentiende eeuw zijn ontdekt worden nu geïdentificeerd als Herbig-Haro objecten, waar materiaal dat uitgestoten wordt door jonge sterren botst met interstellair materiaal en zichtbaar wordt als lichtende nevels.
Niet ver van de reflectienevel IC 2087 in centrum van het complex in een gebied dat Heiles Cloud 2 wordt genoemd bevindt zich TMC-1 ('Taurus Molecular Cloud 1'), een kleine moleculaire wolk waar vele anorganische en organische moleculen zijn gedetecteerd, waaronder de cyanopolyynen HC3N, HC5N, HC7N,  HC9N, en HC11N.
De afstand tot het Taurus/Auriga-complex werd bepaald op 137 parsec (447 lichtjaar) met een lengte langs de gezichtslijn van ongeveer 20 pc.

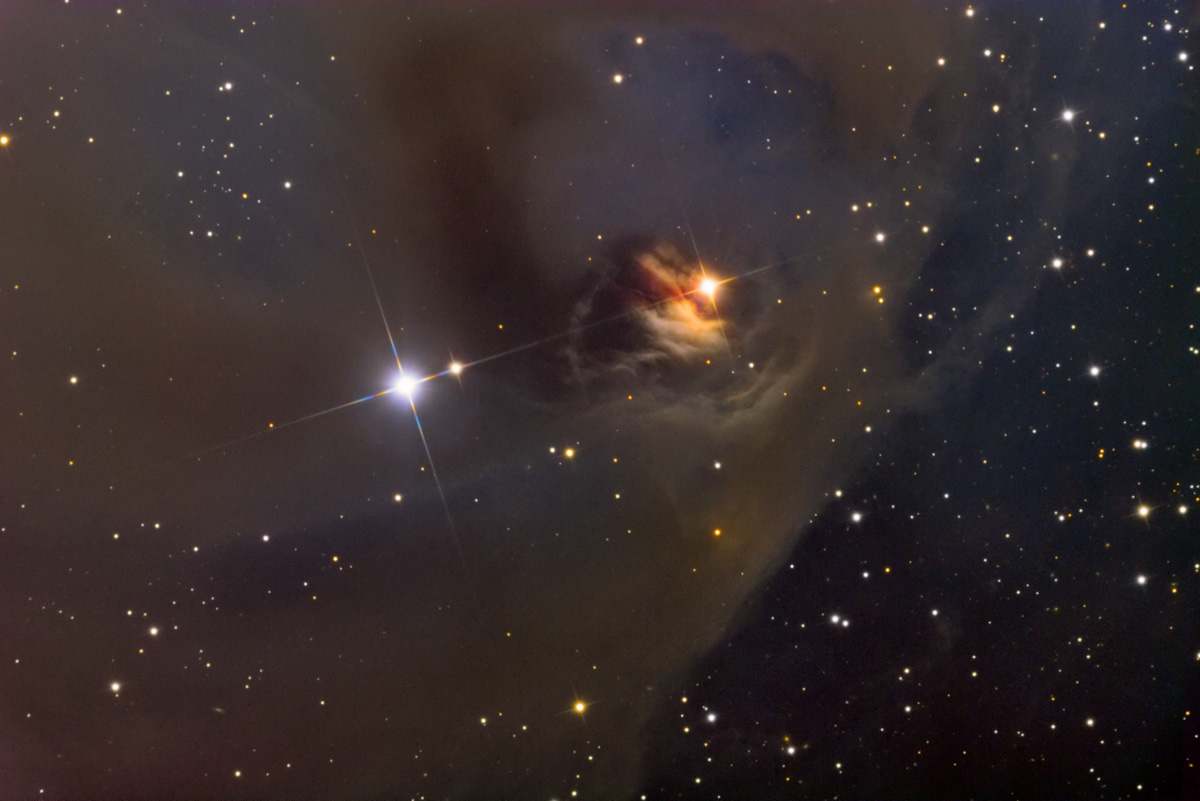
T Tauri met NGC 1555; de helderste ster is HD 27560.

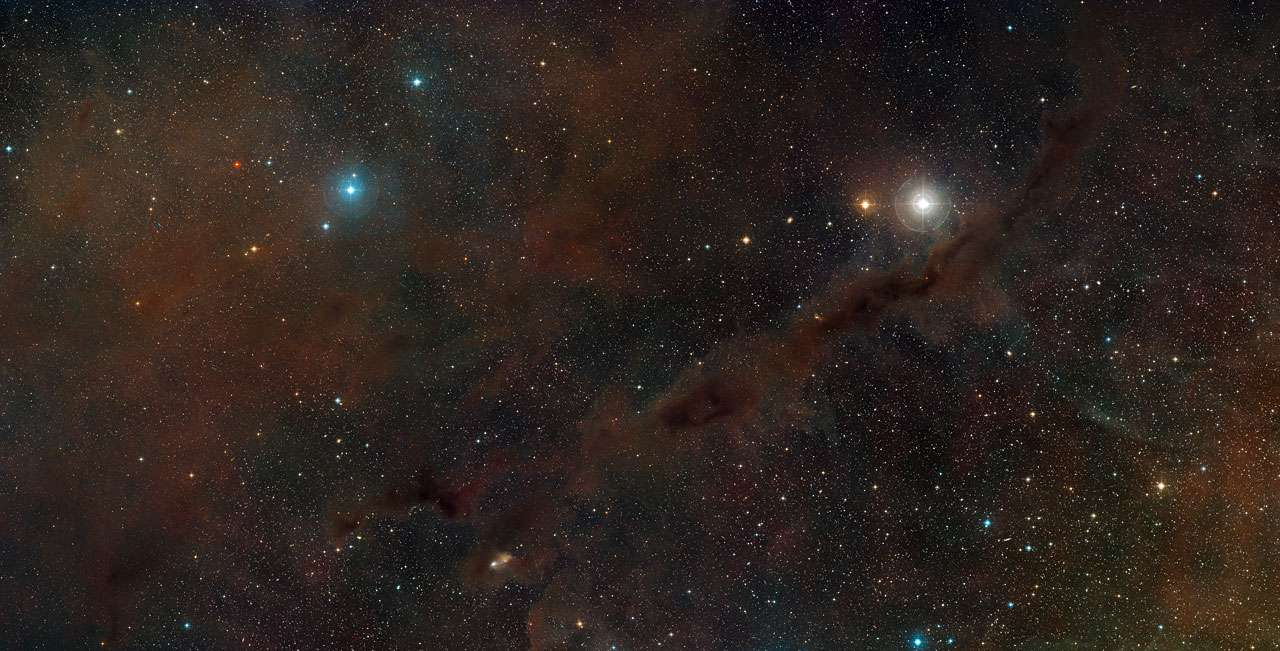
Deel van het Taurus-complex met de ster Phi Tauri (rechts).

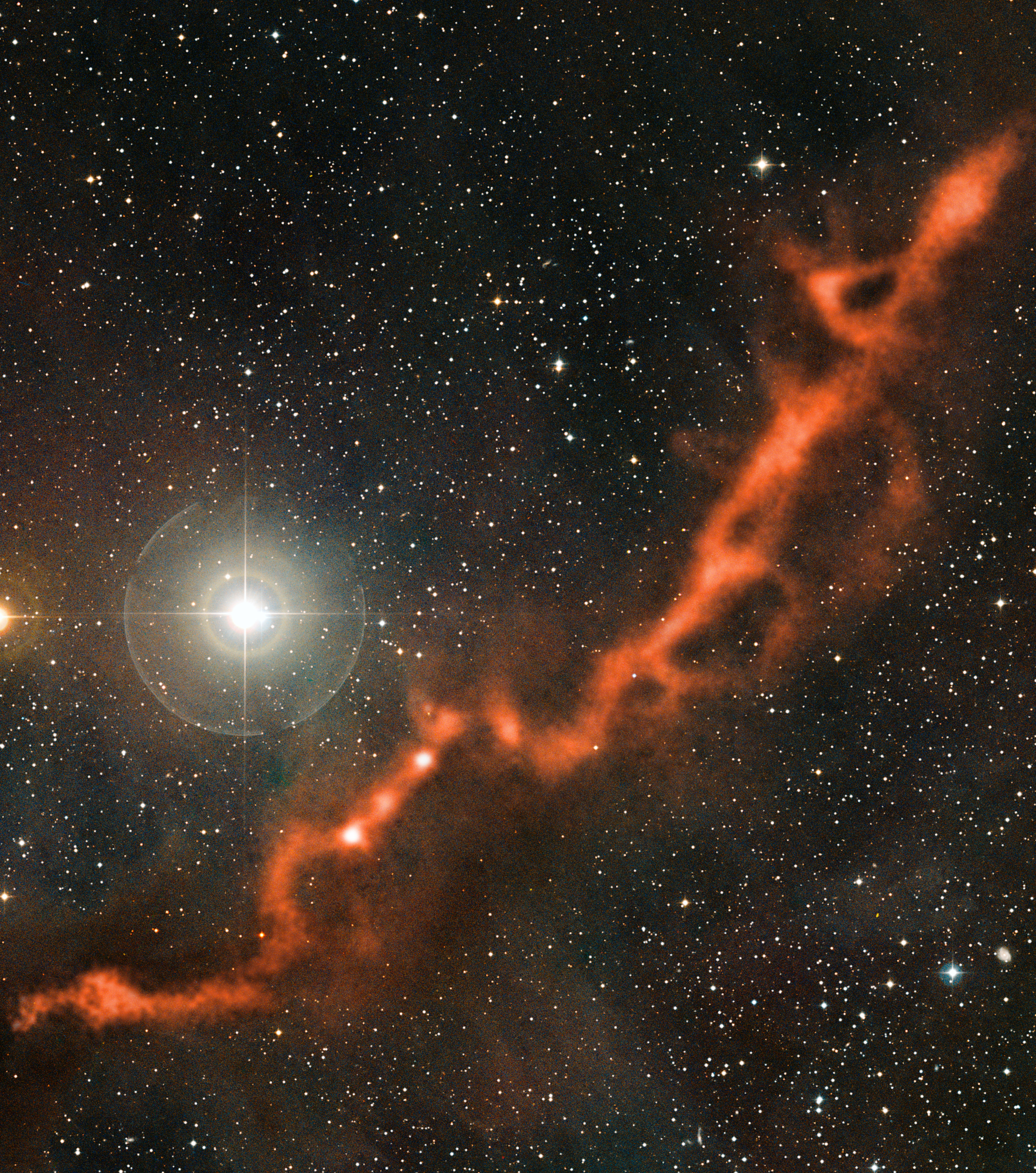
Stofemissie (oranje) nabij Phi Tauri gemeten door de APEX telescoop met rechtsboven Barnard 211 en linksonder Barnard 213. De grootte van het veld is 50x56 boogminuten.